# 阿多奥尔
阿多奥尔（Adoor），是印度喀拉拉邦Pathanamthitta县的一个城镇。总人口28943（2001年）。

## 人口
该地2001年总人口28943人，其中男性13965人，女性14978人；0—6岁人口2876人，其中男1438人，女1438人；识字率85.12%，其中男性为86.49%，女性为83.84%。